# Citroën Aircross (2010)
Pour les articles homonymes, voir Citroën Aircross, Citroën C3 et Citroën C3 Aircross.
La Citroën C3 Aircross (renommé en 2016 Citroën Aircross) est un crossover produit par le constructeur automobile français Citroën au Brésil de 2010 à 2020 et uniquement commercialisé en Amérique latine. 
Le C3 Aircross brésilien reprend le design général du Citroën C3 Picasso européen et sert de base au Citroën C3 Picasso sud-américain.

## Présentation

### Phase 1 (AI58) - Citroën C3 Aircross et C3 Picasso
Lancé en 2010, il s'inscrit dans la continuité de la C3 XTR. PSA a un objectif de vente de 2 000 unités par mois au Brésil et l'exporte dans plusieurs pays du continent sud-américain. En 2014, le C3 Aircross est placé au douzième rang des ventes de crossovers au Brésil. 

Le Citroën C3 Aircross (nom de code en interne : AI58) est produit par Citroën do Brasil dans l'usine PSA de Porto Real à partir de 2010, aux côtés de la version brésilienne du C3 Picasso, lancée en 2011. Ce dernier modèle se rapproche de l'Aircross, sans ses artifices de SUV. Il conserve toutefois sa porte battante à l'arrière.

Phase 1
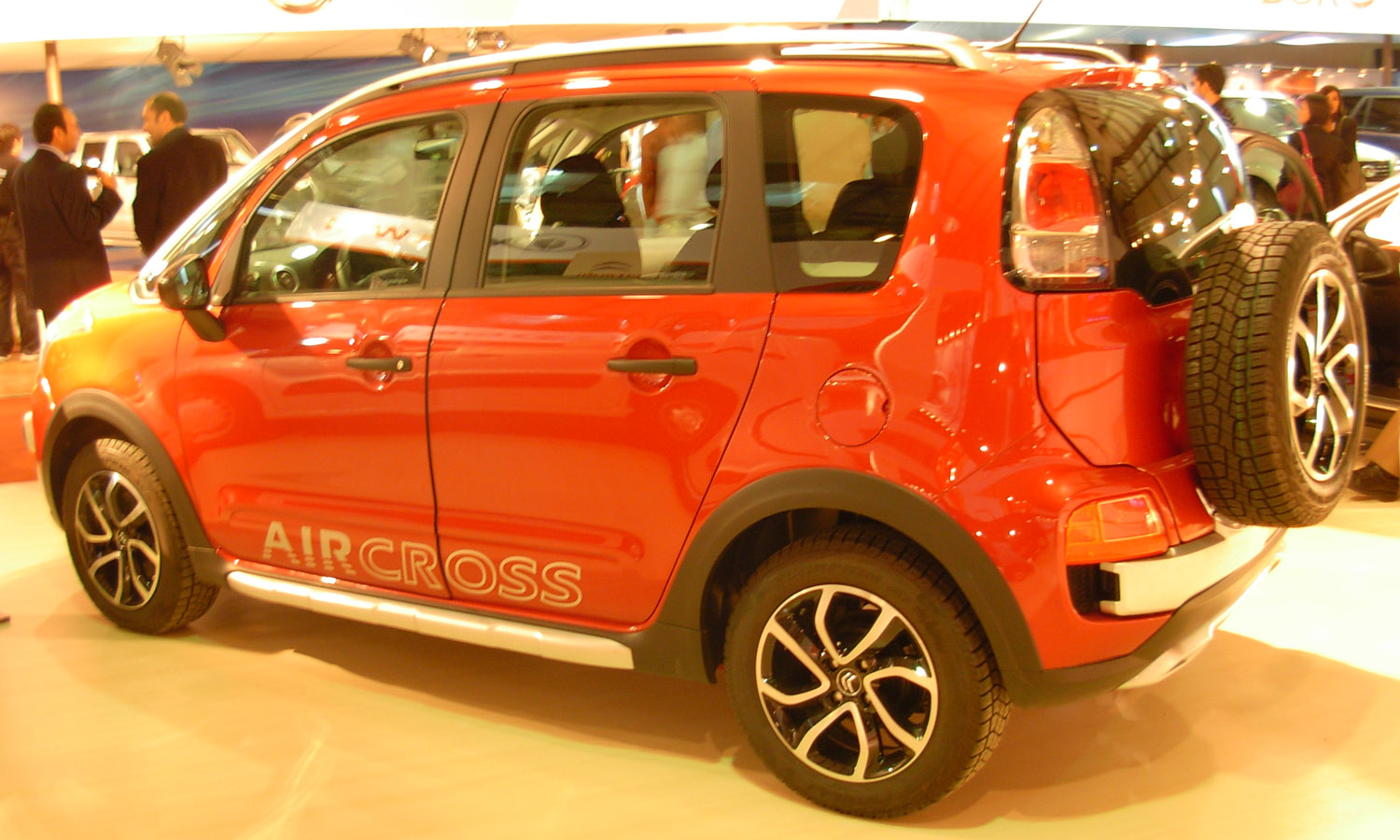
Citroën C3 Aircross (phase 1)
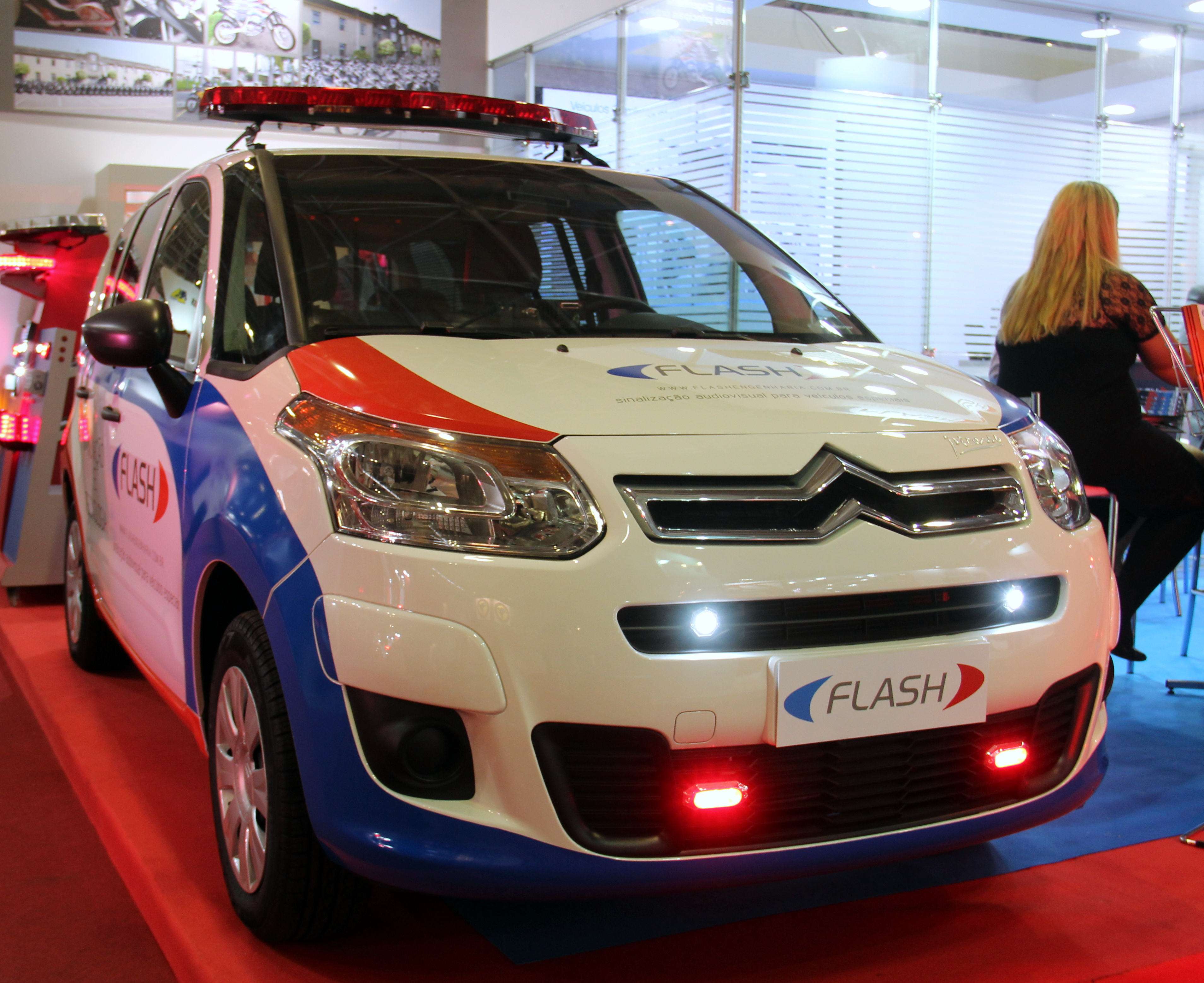
Citroën C3 Picasso brésilien

Les deux modèles sont basés sur la version brésilienne de la Citroën C3 de première génération, tandis que le C3 Picasso européen est basé sur la plate-forme plus moderne de la Peugeot 207 SW européenne.
Les deux modèles sont exportés dans plusieurs pays d'Amérique latine, tels que l'Argentine, l'Uruguay, le Paraguay, la Colombie, le Costa Rica.

### Phase 2 (AI58R) - Citroën Aircross
En 2016, le Citroën C3 Aircross est profondément restylé et perd sa roue de secours à l'arrière et raccourcit son nom en s'appelant seulement Aircross. Le C3 Picasso n'est quant à lui plus commercialisé. Ce restylage s'accompagne d'une nouvelle planche de bord.

La production du C3 Aircross cesse à la fin de l'année 2020.

Phase 2
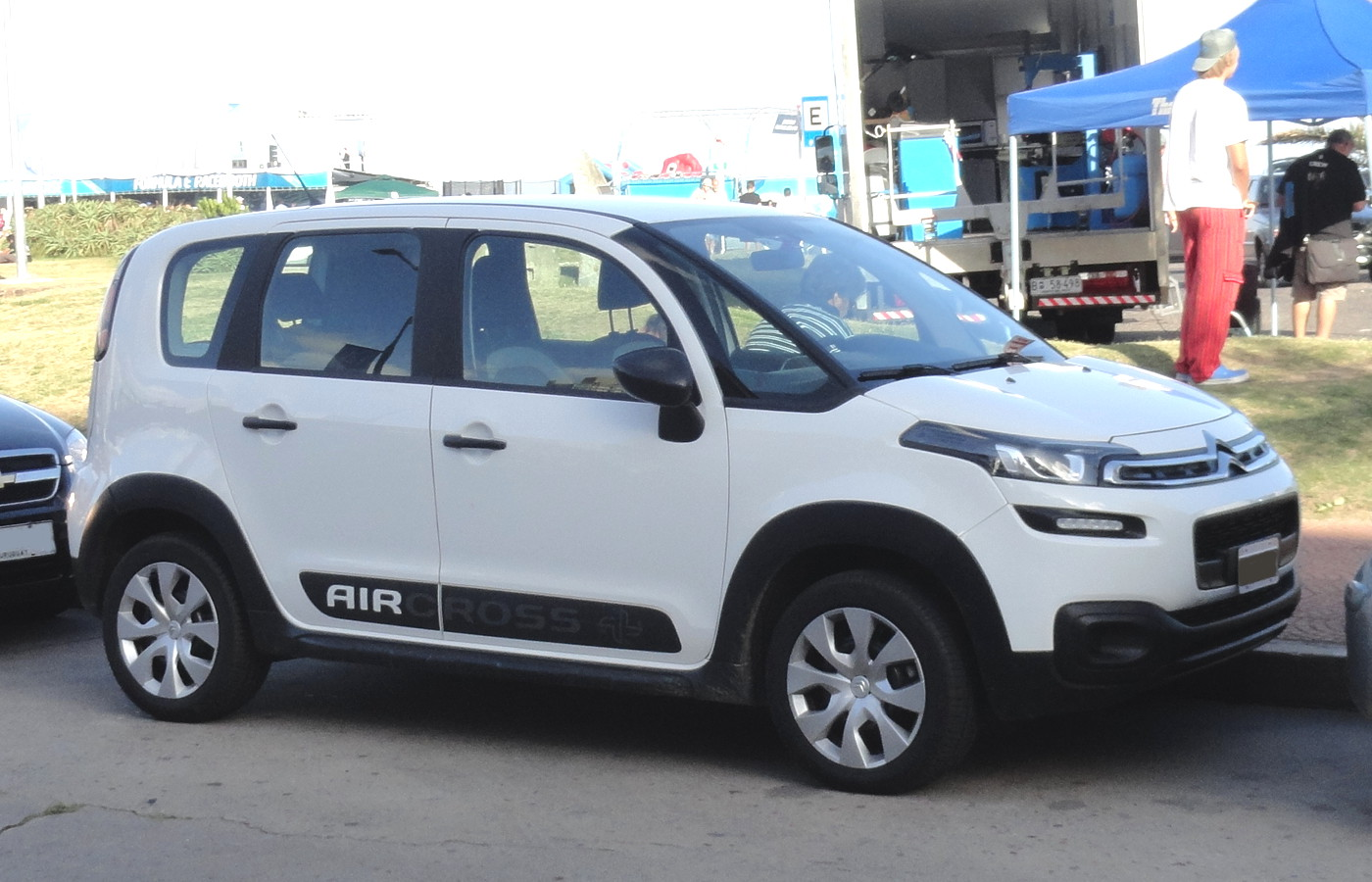
Citroën Aircross (phase 2)
Citroën Aircross (phase 2)

## Finitions

### Série spéciale
- Citroën C3 Aircross Atacama (2013-2014)
- Citroën C3 Aircross Salomon (2014-2015)
- Citroën Aircross Salomon (2017)

### Concept car
Le 28 octobre 2014, Citroën présente au Salon de l'automobile de São Paulo le concept car Citroën C3 Aircross Lunar Concept, doté de boucliers renforcés, de pneumatiques tout-terrain et d'un coffre de toit.
En 2016, Citroën révèle un second showcar, le Citroën Aircross Beach Crosser.

## Ventes
| Année | Brésil      | Brésil     | Argentine   | Argentine  |
| Année | C3 Aircross | C3 Picasso | C3 Aircross | C3 Picasso |
| ----- | ----------- | ---------- | ----------- | ---------- |
| 2010  | 4 244       |            |             |            |
| 2011  | 16 717      | 4 702      | 4 341       | 2 061      |
| 2012  | 11 931      | 9 111      | 3 910       | 3 263      |
| 2013  | 9 358       | 6 582      | 5 517       | 5 562      |
| 2014  | 7 294       | 3 688      | 2 450       | 2 944      |
| 2015  | 4 664       | 1 335      | 1 078       | 1 147      |
| 2016  | 7 464       | 14         | 3 924       |            |
| 2017  | 8 316       |            | 5 180       |            |
| 2018  | 5 566       |            | 2 986       |            |
| 2019  | 2 806       |            | 1 396       |            |
| 2020  | 679         |            | 910         |            |
| 2021  | 49          |            | 576         |            |
| Total | 79 088      | 25 432     | 32 268      | 14 977     |
| Total | 104 520     | 104 520    | 47 245      | 47 245     |

## Autres utilisations de l'appellation C3 Aircross
En 2017, Citroën réutilise le nom Citroën C3 Aircross pour un nouveau modèle remplaçant du C3 Picasso. Le nouveau C3 Aircross est un crossover urbain alors que le C3 Picasso qu'il remplace est un minispace.